# Білокінь Сергій Іванович
Сергі́й Іва́нович Білокі́нь (1 липня 1948, Київ — 14 квітня 2023, Редвуд-Сіті, США) — український історик, джерелознавець, кандидат філологічних наук (1978), доктор історичних наук (2000), заслужений діяч науки і техніки України (2007). Від 2001 року член-кореспондент, а від 2006 року дійсний член Української вільної академії наук. Академік Академії наук вищої школи України (2007). Головний науковий співробітник відділу історії України другої половини 20 століття Інституту історії України НАН України. Керівник Центру культурологічних студій Інституту. З 2012 року — почесний професор Києво-Могилянської академії.

## Біографія
Народився у Києві, закінчив київську середню школу № 45 (1955—1966). Навчався на історичному факультеті Київського університету ім. Т. Шевченка (1966—1971), закінчив аспірантуру Московського державного університету ім. М. Ломоносова (1974—1977).
Кандидатська дисертація з філологічних наук «Предмет і завдання літературознавчого джерелознавства» (1978).
Докторська дисертація «Масовий терор як засіб державного управління в СРСР, 1917—1941 рр.: Джерелознавче дослідження» (2000).
Захист відбувся 30 березня 2000 в Інституті української археографії та джерелознавства ім. М. С. Грушевського НАН України.
- 1971—1972 — працював у Державному історико-культурному заповіднику «Києво-Печерська лавра».
- 1972—1974 — працював у державному Музеї книги та друкарства.
- 1978—1982 — працював у Рукописному відділі ЦНБ АН УРСР.
- 1984—1986 — працював у Літературно-меморіальному музеї Лесі Українки.
- 1982—1985 — постійний позаштатний кореспондент редакції газети «Молода гвардія».
- 1986—1989 — працював у Відділі наукової інформації АН УРСР.
- 1989—2022 — працював в Інституті історії України НАНУ.

У 1990 та 1991 роках їздив до Німеччини, США і Канади, де зустрічався з діячами української діаспори, працював в архівах УВАН. Сергій Білокінь був дійсним членом УВАН (2006) та Академії наук вищої школи України.

## Наукові зацікавлення
Був упорядником, науковим редактором і автором переднього слова до першого тому другого, уточненого чотиритомного видання Української малої енциклопедії, що вийшов 2016 року у київському Університетському видавництві «Пульсари».

## Виступи
1 вересня 2012 року Сергій Білокінь виступив із інавґураційною лекцією «Клуб творчої молоді „Сучасник“ (1960—1965)» перед студентами Національного університету «Києво-Могилянська академія» та отримав звання Почесний професор НаУКМА. Це викликало протести могилянського осередку студентської профспілки «Пряма дія» та Асоціації єврейських громадських організацій та общин України, які звинувачували Сергія Білоконя в антисемітизмі.

## Нагороди
- Лауреат Шевченківської премії 2002 року за книгу «Масовий терор як засіб державного управління в СРСР».
- Заслужений діяч науки і техніки України (2007).

## Основні праці
- Білокінь С., Н. Д. Полонська-Василенко — історик, філософ, біограф. «Книжник», 1991, № 4.
- Білокінь С. І. Двадцять років «єврейської державності» в Україні, 1918-38 // Сучасність. — 2004. — Лютий. — Ч. 2 (514). — С. 63—70. Посилання [Архівовано 28 листопада 2021 у Wayback Machine.]
- Білокінь С. Автокефальний протоієрей Кирило Стеценко // Україна. Наука і культура / Академія наук УРСР; Тов-во «Знання» УРСР. — Київ, 1991. — Вип. 25. — С. 318—326.
- Білокінь С. Видавнича діяльність товариства «Друкарь» // Пам'ятки України: історія та культура: науково-популярний ілюстрований журнал / М-во культури і туризму України. — Київ, 2012. — № 4 (174). — С. 20—37.
- Голод 1932—1933 років в Україні: причини та наслідки / С. І. Білокінь, О. М. Веселова, Т. В. Вронська, О. І. Ганжа, В. В. Головко та ін.; Відп. ред. В. М. Литвин. — Київ: Наукова думка, 2003. — 888 с.
- Білокінь С. І. Закоханий у вроду слів / С. І. Білокінь. — Київ, 1990. — 42 с.
- Збірник пам'яті українського бібліографа Федора Максименка = A collection dedicated to the memory of Ukrainian bibliographer Fedir Maksymenko / МОНУ ; ЛНУ ім. Івана Франка, Наукова бібліотека ; [упоряд.: Г. Домбровська, Л. Панів ; редкол.: В. Кметь (голова), С. Білокінь, Я. Дашкевич та ін.]. — Львів: [Коло], 2008. — 364 с.
- Білокінь С. Із практики поекземплярного дослідження українських совєцьких видань // Записки Львівської наукової бібліотеки ім. В. Стефаника: збірник наукових праць / Львівська наукова бібліотека ім. В. Стефаника. — Львів, 2008. — Вип. 1 (16). — С. 223—236.
- Білокінь С. Із старого листування: Віктор Олександрович Романовський, 1890—1971 рр. // Спеціальні історичні дисципліни: питання теорії та методики: збірка наукових праць / НАН України, Ін-т історії України. — Київ, 2004. — Числ. 11, ч. 2 : До 10-річчя заснув. відділу спец. іст. дисциплін Ін-ту історії України НАН України. — С. 84—120.
- Крути. Січень 1918 року: документи, матеріали, дослідження, кіносценарій / Історико-культурологічне т-во «Герої Крут» ; упоряд. Я. Гаврилюк ; [ред. кол. : Білокінь С. І., Брюховецький В. С., Гаврилюк Я. Д. та ін.]. — Київ: Просвіта, 2008. — 840 с.
- Крути. Січень 1918 року: док., матеріали, дослідж., кіносценарій / Історико-культурологічне т-во «Герої Крут» ; упоряд. Я. Гаврилюк ; [редкол.: Білокінь С. І. (голова) та ін.]. — Вид. 2-ге випр. і допов. — Київ: Просвіта, 2010. — 879 с.
- Білокінь С. Крутяни // Крути. Січень 1918 року: док., матеріали, дослідж., кіносценарій / Історико-культурологічне т-во «Герої Крут» ; упоряд. Я. Гаврилюк ; [редкол.: Білокінь С. І. (голова) та ін.]. — Вид. 2-ге випр. і допов. — Київ: Просвіта, 2010. — С. 709—731.
- Білокінь С. Масовий терор як засіб державного управління в СРСР (1917—1941 рр.): Джерелознавче дослідження / С. Білокінь; НАН України. — Київ, 1999. — 448 с. — (Україна у ХХ ст. ; Т.1).
- Білокінь С. Микола Зеров // Літературна Україна: газета письменників України. — Київ, 2013. — 25 квітня (№ 17). — С. 8—9.
- Михайло Драгоманов. Бібліографія (1861—2011) / КНУТШ, Наукова б-ка ім. М. Максимовича ; [упоряд. : Мороз М. О., Короткий В. А., Тіщенко І. І., Гриценко І. С., Білокінь С. І. ; редкол. : Гриценко І. С. (гол.), Драгоманова Н. С., Короткий В. А., Нестеренко В. Г., Пшеничний Є. В., Тіщенко І. І. та ін.]. — Дрогобич: Коло, 2011. — 740 с.
- Білокінь С. Місце Федора Ернста в історії культури XX ст. // Пам'ятки України: історія та культура: науково-популярний ілюстрований журнал / М-во культури України. — Київ, 2012. — № 10 (180): До 120-річчя від дня народження Федора Ернста. — С. 4—19.
- Білокінь С. На зламах епохи. Спогади історика / НАН України; Ін-т історії України; Сергій Білокінь. — Біла Церква: Видавець Олександр Пшонківський, 2005. — 336 с.
- Білокінь С. І. На шляхах інституціоналізації: до соціальної історії гуманітарних наук в Україні, XX ст. / Сергій Білокінь ; за ред. Остапа Ханка. — Київ : Видавець Остап Ханко, 2009. — 40 с.
- Білокінь С. Неопублікована Шевченкознавча студія Дмитра Антоновича // Студії мистецтвознавчі / НАН України, Ін-т мистецтвозн., фольклористики та етнології ім. М. Т. Рильського. — Київ, 2011. — Ч. 2 (34): Архітектура. Образотворче та декоративно-вжиткове мистецтво. До 197-ї річниці від дня народження і 150-х роковин від дня смерті Тараса Шевченка. — С. 105—114.
- Політичні репресії в Україні (1917—1980-ті рр.): бібліографічний покажчик / НАН України ; Головна редакційна колегія науково-документальної серії книг «Реабілітовані історією» ; Відділ з розробки архівів ВУНК-ДПУ-НКВС-КДБ ; [упоряд. : С. Калитко, О. Рубльов, Р. Подкур ; авт. вступ. статей: С. Білокінь, Р. Подкур, О. Рубльов]. — Київ ; Житомир: Полісся, 2007. — 456 с.
- Білокінь С. Починався на Печерську // З іменем Святого Володимира: Київський університет у документах, матеріалах та спогадах сучасників: у 2 кн. / [упоряд. В. Короткий, В. Ульяновський]. — Київ: Заповіт, 1994. — Кн. 1. — C. 222.
- Білокінь С. І. Православні єпархії України 1917—1941 рр. // Історико-географічні дослідження на Україні: Збірник наукових праць / Шевченко Ф. П. — Київ: Наукова думка, 1992. — С. 100—120.
- Білокінь С. І. Представник школи С. Г. Навашина в Америці (до 100-річчя від дня народження Л. Д. Зафійовської) / С. І. Білокінь, В. Ф. Лапчик // Вісник Київського національного університету імені Тараса Шевченка / Київський національний університет імені Тараса Шевченка. — Київ, 2001. — С. 77—78.
- Спадщина: Літературне джерелознавство. Текстологія / НАН України, Ін-тут літератури ім. Т. Г. Шевченка ; [редкол. : С. Білокінь, В. Бородін, Г. Бурлака та ін. ; відп. ред. Г. Бурлака]. — Київ: Фоліант. — Том 3. — 2007. — 479 с.
- Білокінь С. «Споличив легкість і літературну вправність викладу із вдумливою аналізою…» // Слово і час: науково-теоретичний журнал / НАН України; Ін-т літератури ім. Т. Г. Шевченка; Національна спілка письменників України. — Київ, 2010. — № 6 (594). — С. 20—35.
- Білокінь С. Тарас Шевченко й Гетьманщина // Слово і час: науково-теоретичний журнал / НАН України ; Ін-т літератури ім. Т. Г. Шевченка ; Нац. спілка письменників України. — Київ, 2012. — № 9 (621). — С. 3—17.